# ハンヌ・ティヒネン
ハンヌ・ティヒネン（Hannu Tihinen, 1976年7月1日 - ）は、フィンランド・ケミンマー出身の元同国代表の元サッカー選手。
ティヒネンは、フィンランド, ノルウェー, イングランド, ベルギー, スイスのクラブでプレーしてきた。

## 経歴

### クラブ
ティヒネンは、1997年にヴェイッカウスリーガのHJKヘルシンキへ移籍する前に下部リーグのパロセウラ・ケミ・キングスでキャリアを開始した。HJKでは、1度リーグ優勝とフィンランドカップ優勝の2冠を達成し、UEFAチャンピオンズリーグ 1998-99を経験した。その後、2000年にエリテセリエンのバイキングFKへ移籍した。バイキングで2年半過ごした中、プレミアリーグのウェストハム・ユナイテッドFCで短期間レンタルを経験した。ウェストハムでは、2000-01シーズンのFAカップでマンチェスター・ユナイテッドFCに1-0と大金星を挙げた試合でプレーしていた。 2002年にジュピラーリーグの名門RSCアンデルレヒトへ移籍した。ベルギーでは4年過ごし、2度リーグ優勝をした。チームとの契約が満了した2006年夏に、FCチューリッヒと3年契約を結んだ。ティヒネンは、そこでキャプテンを務め2006-07, 2008-09シーズンと2度リーグ優勝をした。
2009年9月30日に、UEFAチャンピオンズリーグ 2009-10のグループリーグCのACミラン戦で試合開始10分にミラン・ガイッチのCKからヒールでゴールを決めた。これが決勝ゴールとなり、チームは大金星を挙げた。
2010年5月7日に、ティヒネンは主に頭部負傷の理由から2009-10シーズン終了後に引退することを発表した。2010年5月16日に、ヌーシャテル・ザマックスとアウェーで3-3で引き分けた試合が最後になった。 引退後は助監督としてチームに残ることとなった。
クラブレベルで数々のタイトルを獲得してきたこと、代表レベルでは76キャップを記録し、UEFA欧州選手権予選とFIFAワールドカップ予選を戦ってきたことが讃えられて2011年1月11日に、特別賞が授与された。 2012年2月9日には、選手協会の新会長になった。
2012年にフィンランドサッカー協会の会長を務めていたサウリ・ニーニストが同国の大統領に就任しポストが空いたため、35歳になったティヒネンは、2012年4月13日にフィンランドサッカー協会の会長戦に立候補をすることを表明した。

### 代表
1999年6月5日のトルコ代表戦でフィンランド代表デビューをし、その試合でゴールを決めた。2000年代の殆どをサミ・ヒーピアとCBのコンビを組んでいた。

#### 代表での得点
スコア欄はフィンランドの得点を左側に記している
| #  | 日付           | 場所       | 相手             | スコア | 結果 | 大会                                    |
| -- | -------------- | ---------- | ---------------- | ------ | ---- | --------------------------------------- |
| 1. | 1999年6月5日   | ヘルシンキ | トルコ           | 2–4    | 敗北 | UEFA EURO 2000予選                      |
| 2. | 2001年8月15日  | ヘルシンキ | ベルギー         | 4–1    | 勝利 | 親善試合                                |
| 3. | 2002年10月12日 | ヘルシンキ | アゼルバイジャン | 3–0    | 勝利 | UEFA EURO 2004予選                      |
| 4. | 2005年9月7日   | タンペレ   | 北マケドニア     | 5–1    | 勝利 | 2006 FIFAワールドカップ・ヨーロッパ予選 |
| 5. | 2009年9月5日   | ランカラン | アゼルバイジャン | 2–1    | 勝利 | 2010 FIFAワールドカップ・ヨーロッパ予選 |

### ヘルメット
ティヒネンは、キャリアの間に何度も頭を負傷した。そのせいで最後のシーズンはヘルメットを着用してプレーした。